# Давид Реувени
Давид Реуве́ни (также Реубени; ивр. דוד הראוּבֵנִי‎, букв. «Давид сын Реувена»; 1480-е гг. — 1538, Льерена, Испания) — прославившийся авантюрист; человек неясного происхождения, провозгласивший себя мессией. Он пришёл в Египет и Палестину в сопровождении мусульман, представляясь как паломник и потомок пророка Магомета, вступил в контакт с еврейскими общинами, потом направился в Европу и представлялся послом к римскому Папе от независимого еврейского царства десяти колен в Хайбаре (Аравии), в состав которого якобы входят колена Рувимово, Гадово и полколена Менаше, над коими владычествует его брат, царь Иосиф бен-Соломон. Имел поразительную внешность — смуглый карлик в восточном костюме; его мессианские предсказания привлекали к нему последователей.

## Биография

### Происхождение
О происхождении Реувени известно с его собственных слов и сохранившегося дневника. Достоверность биографии подвергается сомнению. По свидетельствам современников, он был смуглый и низкорослый, говорил на арабском языке с примесью иврита. Однако вёл строгий аскетичный образ жизни и постоянно молился. Одевался богато, его сопровождали слуги. Высказывались различные мнения о его происхождении — что он восточный еврей, ашкеназ, долго проживавший на Востоке, эфиопский еврей или вообще мусульманский политический авантюрист, стремившийся сплотить как можно большие силы против Турции. Несмотря на то, что автобиография указывает явно на Аравию, а момент его прибытия почти сразу после завоевания Аравии турками, существуют и другие версии — например, что он представлял еврейскую общину в Кочине, который был до этого занят португальцами — эта гипотеза объясняет его стремление попасть ко двору португальского короля. Кроме того, Давид Реувени фигурирует как герой фольклора пуштунов.
Он родился около 1490 года в Хайбаре в центральной Аравии.
Реувени утверждал, что он — посол и главнокомандующий армии своего брата — царя Иосифа, правящего далёкой страной на Востоке, где проживают колена Рувимово, Гадово и половина колена Манассии. Его имя происходит от колена Рувима (Реубена). Реувени называл свою страну Хавор; скорее всего название взято из Библии: «И увёл [царь ассирийский] Рувима, Гада и половину колена Манассии, и привёл их в Галаад и в Хавор [или Хабор]… до сего дня» (1Пар. 5:26; ср. 4Цар. 17:6, 18:11). Возможно, лишь ввиду сходства звучания бытовало мнение (по меньшей мере, ещё со времён Биньямина из Туделы), что эти колена обитают в оазисе Хайбар в Центральной Аравии. Реувени утверждал также, что близ его государства протекает легендарная река Самбатион.

### Путешествие до прибытия в Египет
В его дневниках подробно описано, как он покинул родной город 8 декабря 1522, направился в Джидду и переплыл Красное море, попав в Эфиопию, там поначалу серьёзно заболел, но смог выжить, ему помогли мусульманские путешественники. После долгих странствий попал к эфиопскому королю. В Эфиопии он представлялся как потомок Пророка Мухаммеда, однако его разоблачили мекканские купцы, но он смог добиться доверия эфиопского короля. Оттуда он предпринял долгое путешествие в Нубию (современный Судан), где приобрёл верблюдов и после сложных переходов добрался до Нила, продал верблюдов и по реке спустился в Каир и Александрию.

### Египет и Палестина
О его поездке по Палестине известно из его собственных дневников, достоверность отдельных деталей оспаривается.
Весной 1523 в Александрии он жил среди мусульман, разыскал еврейский квартал и руководителя общины р. Абрахама де Кастро, который однако отказался признать в нём еврея, и, как мусульманина, не пустил в свой дом на ночь. Далее он направился в Газу и в Иерусалим в сопровождении мусульманских купцов, там он вступал в контакт с евреями, но он не часто открывал им своего еврейского происхождения и свои цели, хотя получал от них помощь.
Выдавая себя за потомка Пророка, он посетил еврейские святые места, контролируемые мусульманами. В Хевроне он посетил могилы патриархов, и за большую плату смог провести там молитвы. В Иерусалиме он посетил Храмовую гору, Купол Скалы, сложным образом уговорив охранников разрешить ему также ночную молитву. Он посетил также гору Сион, могилу царя Давида и христианский храм.
При помощи иерусалимских евреев он получил рекомендательные письма, и через Александрию отправился в Венецию. При этом ему помогли сформулировать прошение к римскому Папе.
Он при этом, продолжая играть роль потомка Пророка, получал необходимые разрешения от турецкого паши и находил себе место на кораблях мусульманских купцов.

### Посольство к римскому Папе
В Венеции он объявил, что у него есть послание к папе римскому от евреев востока. Султан Селим I занял Египет и Мекку и наложил дань на Венецию за несколько лет до прихода туда Реувени в Египет, и он разрабатыватывал операцию по возврату Святой земли евреям в союзе с Португалией, которая в то время противостояла Турции.
В своём дневнике он писал, что в начале 1524 въехал в Рим «на белом коне». Ему покровительствовал кардинал Эгидия да Витербо. Папа Клемент VII, благодаря ходатайствам видных дворян и кардинала, принял Реувени. Реувени рассказал ему о крупных еврейских царствах в Аравии, которые якобы готовы поддержать христианский мир в войне против Османской империи.
В Риме он пробыл около полутора лет и имел у Папы несколько аудиенций, после первых аудиенций он сильно заболел, болел много месяцев и был почти при смерти, но смог излечиться.
В архивах папы Клемента VII сохранились записи о прибытии посланника от аравийских евреев, который хотел, чтобы папа помирил Францию и Испанию, дав ему письма с соответствующими поручениями к королям, и чтобы папа организовал поход для освобождения Святой земли от турок и мусульман в союзе с аравийскими евреями. Папа ответил, что помирить французского и испанского королей выходит за пределы его возможностей, но с турками и эфиопами находится в контакте король Португалии, для которого он приготовил соответствующие письма.
Папа предложил ему союз против мусульман и торговый договор по доставке специй. Папа снабдил Реувени финансами и направил его в Португалию, чтобы тот вербовал португальских евреев для войны. В дальнейшем он пользовался грамотами от папы, которые защищали его от инквизиции и арестов.
Однако даже в письмах монархов папа просил проверить достоверность личности Реувени. Подозрительно относились к нему итальянские евреи, хотя среди них были и его сторонники, женщина из семьи Абраванель подарила ему шелковое знамя с вышитыми на нём Десятью заповедями, которое сопровождало свиту Реувени в его поездках.

### Португалия
Реувени был принят при дворе португальского короля Жуана Благочестивого в 1525. Однако португальский король в то время был занят преследованием марранов (евреев, мнимо принявших христианство), поэтому Реувени получил довольно холодный приём, тем не менее он обещал снарядить восемь военных кораблей и 4000 пушек, оставив Реувени при дворе (армия так и не была снаряжена). Он объездил почти всю страну. Его высокое положение вызывало среди марранов подъём духа. Слухи о сильных царствах десяти колен вызывали надежду. Его популярность среди марранов стала вызывать опасения властей. Диогу Пириш (Шломо Молхо), видный марран, занимавший высокую должность при дворе, под его влиянием стал видеть пророческие видения и знаменательные сны, он решил вновь обратиться в иудаизм и сделал себе самостоятельно и тайно обрезание, что по законам католической Португалии было тяжким преступлением. Реувени был очень недоволен, и просил Молхо не объявлять об этом, тем не менее весть об обрезании скоро дошла до всего двора.
В 1527 он был выдворен из Португалии, однако португальский король дал ему денег и корабль до Рима.

### Скитания, тюрьма и мессианский триумф
Реувени поплыл на корабле из Португалии, был задержан испанскими властями, но освобождён по приказу короля Карла V, это время совпало с разграблением Рима войсками Карла V, и защита папы ему не могла помочь.
Далее кончаются его собственные записи, а сведения из других источников становятся менее подробны.
Он был задержан в Провансе, где два года провёл в тюрьме, но его выкупили еврейские общины городов Авиньон и Карпантра. В конце 1530 он вернулся в Венецию, где его встретили как провозвестника Мессии. Его торжественно принял венецианский сенат, и он с триумфом проехал через Италию, встречаясь с еврейскими общинами и давая всем обещания скоро вернуться на Святую землю. Он снова встречался с Диогу Пиришом, который принял еврейское имя Шломо Молхо.
Испанский император Карл V провёл расследование. Летом 1532 Реувени и Молхо направились в
Регенсбург, где проходил собор германских князей, который вёл император Карл, они хотели уговорить Карла освободить Святую землю. По приказу императора они были арестованы и отданы под суд в городе Мантуя. После суда Молхо был сожжен на костре.
Реувени доставили в Испанию, он попал в тюрьму, где умер через несколько лет.
Имеется сообщение о том, что в 1541 г. в Эворе был сожжён «еврей, прибывший в Португалию из Индии», однако против гипотезы о том, что это был Реувени, имеются существенные возражения. По законам того времени, сожжению подлежали еретики, то есть отступники от христианства, тогда как Реувени христианином никогда не был; поэтому, скорее всего, сожжённый был каким-либо марраном, но не Реувени.

## Характеристика учения
Реувени вёл строго аскетический образ жизни, тщательно соблюдал ритуалы и молитвы. Однако он проявил себя не как учитель, а как политик, стремящийся собрать союз европейских государств против Османской империи с целью освобождения Святой земли. Представляясь как воин, он рассказывал о мощных и богатых царствах востока, существование которых не нашло подтверждения, а также о своём брате Иосифе — еврейском царе трёх колен, и о своем отце — царе Соломоне. Он активно пользовался бытовавшими представлениями о десяти потерянных коленах, которые разыскивали в странах Азии, Африки и даже в Америке.

## Поздние оценки
Мифологизированная биография Реувени описана в романе М. Брода «Реубени, князь иудейский» (1925; 1-й русский перевод: ГИЗ, 1927)).